# Mistrzostwa Europy w Lekkoatletyce 2010 – sztafeta 4 × 400 m mężczyzn
Sztafeta 4 × 400 metrów mężczyzn – jedna z konkurencji rozegranych podczas lekkoatletycznych mistrzostw Europy na Estadi Olímpic Lluís Companys w Barcelonie.
W konkurencji wystąpiła reprezentacja Polski w składzie: Marcin Marciniszyn, Daniel Dąbrowski, Piotr Klimczak oraz Jan Ciepiela. W biegu finałowym Ciepielę zastąpił Kacper Kozłowski.

## Terminarz
| Data       | Godzina |            |
| ---------- | ------- | ---------- |
| 31 lipca   | 11:20   | Eliminacje |
| 1 sierpnia | 21:55   | Finał      |

## Rezultaty
| WR – rekord świata \| CR – rekord mistrzostw \| NR – rekord kraju \| AR – rekord kontynentu                    |
| SB – najlepszy wynik w sezonie \| WL – najlepszy tegoroczny wynik na listach światowych \| PB – rekord życiowy |

### Kwalifikacje
Do zawodów przystąpiło 16 sztafet. Biegacze zostali podzielni na dwie grupy eliminacyjne.
| Poz. | Bieg | Reprezentacja                                                                                   | Rezultat | Uwagi |
| ---- | ---- | ----------------------------------------------------------------------------------------------- | -------- | ----- |
| 1    | 2    | Belgia · Antoine Gillet · Cédric Van Branteghem · Nils Duerinck · Kevin Borlée                  | 3:03,49  | Q     |
| 2    | 2    | Niemcy · Kamghe Gaba · Bastian Swillims · Jonas Plass · Thomas Schneider                        | 3:03,83  | Q     |
| 3    | 1    | Wielka Brytania · Conrad Williams · Graham Hedman · Richard Buck · Robert Tobin                 | 3:04,09  | Q     |
| 4    | 2    | Rosja · Maksim Dyłdin · Aleksiej Aksionow · Siergiej Pietuchow · Pawieł Trienichin              | 3:04,20  | Q     |
| 5    | 1    | Polska · Marcin Marciniszyn · Daniel Dąbrowski · Piotr Klimczak · Jan Ciepiela                  | 3:04,51  | Q     |
| 6    | 1    | Holandia · Joeri Moerman · Youssef El Rhalfioui · Dennis Spiellekom · Robert Lathouwers         | 3:04,52  | Q     |
| 7    | 2    | Włochy · Claudio Licciardello · Luca Galletti · Domenico Fontana · Marco Vistalli               | 3:04,55  | q     |
| 8    | 1    | Francja · Yannick Fonsat · Mamoudou Hanne · Mame-Ibra Anne · Yoan Décimus                       | 3:05,32  | q     |
| 9    | 1    | Ukraina · Maksym Nakoneczny · Mychajło Knysz · Wołodymyr Burakow · Dmytro Ostrowski             | 3:05,51  |       |
| 10   | 2    | Grecja · Pétros Kiriakídis · Dimítrios Grávalos · Padeleímon Melahrinoúdis · Sotírios Iakovákis | 3:07,12  |       |
| 11   | 1    | Irlandia · Gordon Kennedy · Brian Murphy · Brian Gregan · Steven Colvert                        | 3:07,21  |       |
| 12   | 1    | Hiszpania · Marc Orozco · Mark Ujakpor · Santiago Ezquerro · Antonio Manuel Reina               | 3:07,38  |       |
| 13   | 2    | Węgry · Máté Lukács · Gábor Pásztor · Zoltán Kovács · Marcell Deák-Nagy                         | 3:08,32  |       |
| 14   | 2    | Słowenia · Uroš Jovanovič · Sebastjan Jagarinec · Marko Macuh · Erik Vončina                    | 3:08,95  |       |
| 15   | 2    | Dania · Jacob Fabricius Riis · Andreas Hjartbro Bube · Daniel Christensen · Nicklas Hyde        | 3:09,04  |       |
| 16   | 1    | Rumunia · Adrian Dragan · Iulian Geambazu · Attila Nagy · Catalin Cîmpeanu                      | 3:09,48  |       |

### Finał
| Poz. | Tor | Reprezentacja                                                                           | Rezultat | Uwagi |
| ---- | --- | --------------------------------------------------------------------------------------- | -------- | ----- |
|      | 7   | Rosja · Maksim Dyłdin · Aleksiej Aksionow · Pawieł Trienichin · Władimir Krasnow        | 3:02,14  |       |
|      | 3   | Wielka Brytania · Conrad Williams · Michael Bingham · Robert Tobin · Martyn Rooney      | 3:02,25  |       |
|      | 4   | Belgia · Arnaud Destatte · Kevin Borlée · Cédric Van Branteghem · Jonathan Borlée       | 3:02,60  |       |
| 4    | 5   | Niemcy · Kamghe Gaba · Bastian Swillims · Eric Krüger · Thomas Schneider                | 3:02,65  |       |
| 5    | 6   | Polska · Marcin Marciniszyn · Daniel Dąbrowski · Piotr Klimczak · Kacper Kozłowski      | 3:03,42  |       |
| 6    | 1   | Francja · Leslie Djhone · Yannick Fonsat · Mame-Ibra Anne · Teddy Venel                 | 3:03,85  |       |
| 7    | 8   | Holandia · Joeri Moerman · Youssef El Rhalfioui · Dennis Spiellekom · Robert Lathouwers | 3:04,13  |       |
| 8    | 2   | Włochy · Marco Vistalli · Luca Galletti · Claudio Licciardello · Andrea Barberi         | 3:04,20  |       |